# Kieżmarska Drabina

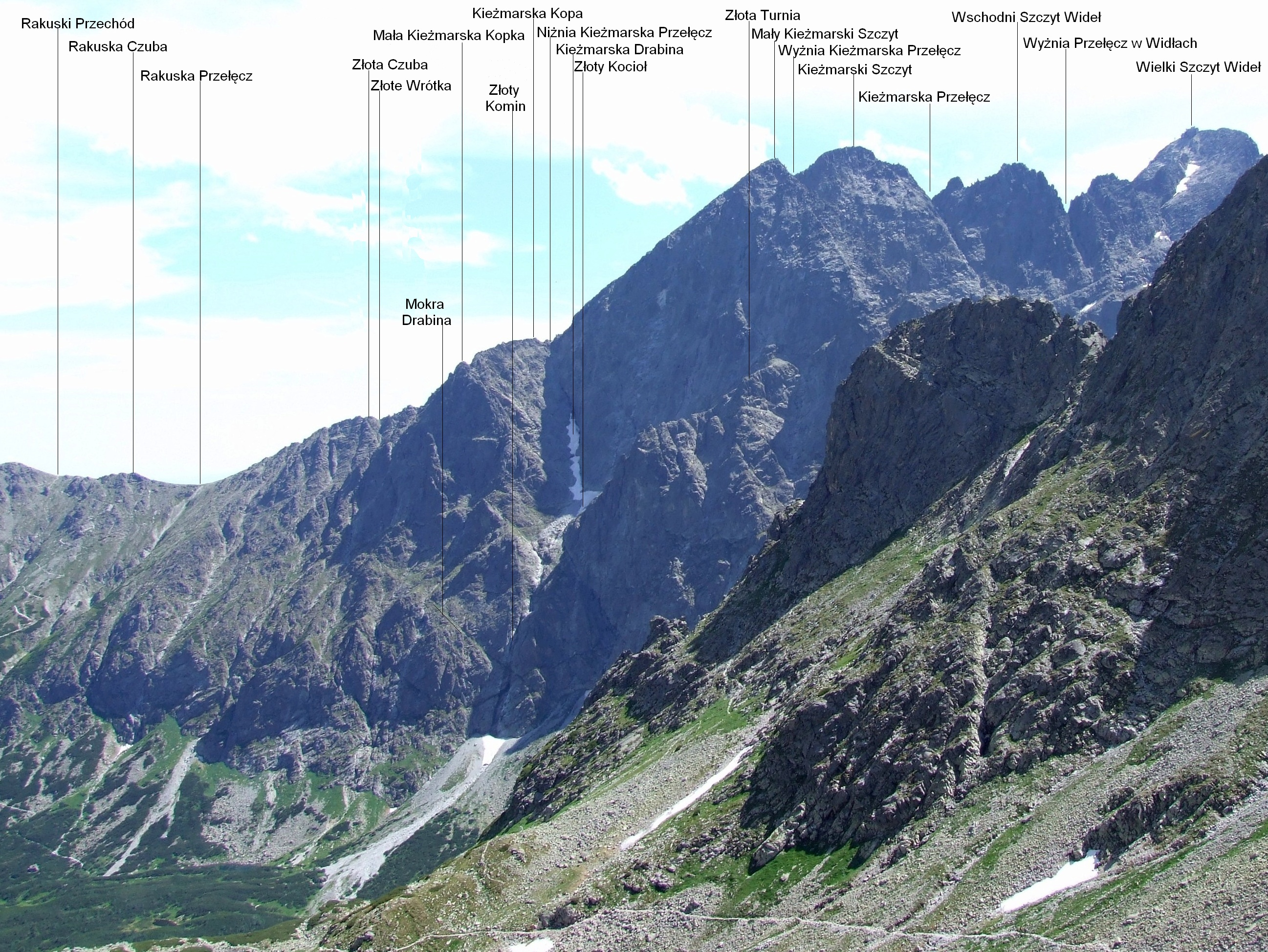
Widok z Jagnięcego Szczytu

Kieżmarska Drabina – bardzo stromy żleb w Zielonej Dolinie Kieżmarskiej w słowackich Tatrach Wysokich. Opada z Niżniej Kieżmarskiej Przełęczy (Nižná Kežmarská štrbina) do Złotego Kotła – kotła lodowcowego położonego na wysokości 1986 m na północnej ścianie masywu Małego Kieżmarskiego Szczytu (Malý Kežmarský štít). Orograficznie prawe zbocza Kieżmarskiej Drabiny tworzy grzęda Kieżmarskiej Kopy (Kežmarská kopa), lewe górna część ściany Małego Kieżmarskiego Szczytu o wysokości do 550 m. Żleb jest bardzo stromy i całkowicie kamienisty. 
Północna ściana Małego Kieżmarskiego Szczytu o wysokości dochodzącej do 900 m to jedna z najwyższych ścian w całych Tatrach. Są tutaj doskonałe warunki na wspinaczkę zimową. Kieżmarskim Żlebem powadzi jedna z taternickich dróg wspinaczkowych. Rozpoczyna się w Złotym Kotle, do którego najłatwiej dojść od Zielonego Stawu Kieżmarskiego ( Zelené pleso) Złotą Ławką (0+ w skali tatrzańskiej, 1 h 45 min). Droga Kieżmarską Drabiną na Niżnią Kieżmarską Przełęcz to II w skali tatrzańskiej. Pierwsze przejście: K. Drewnowski i A. Staniszewski w 1908 r..